# Hospitality-Management

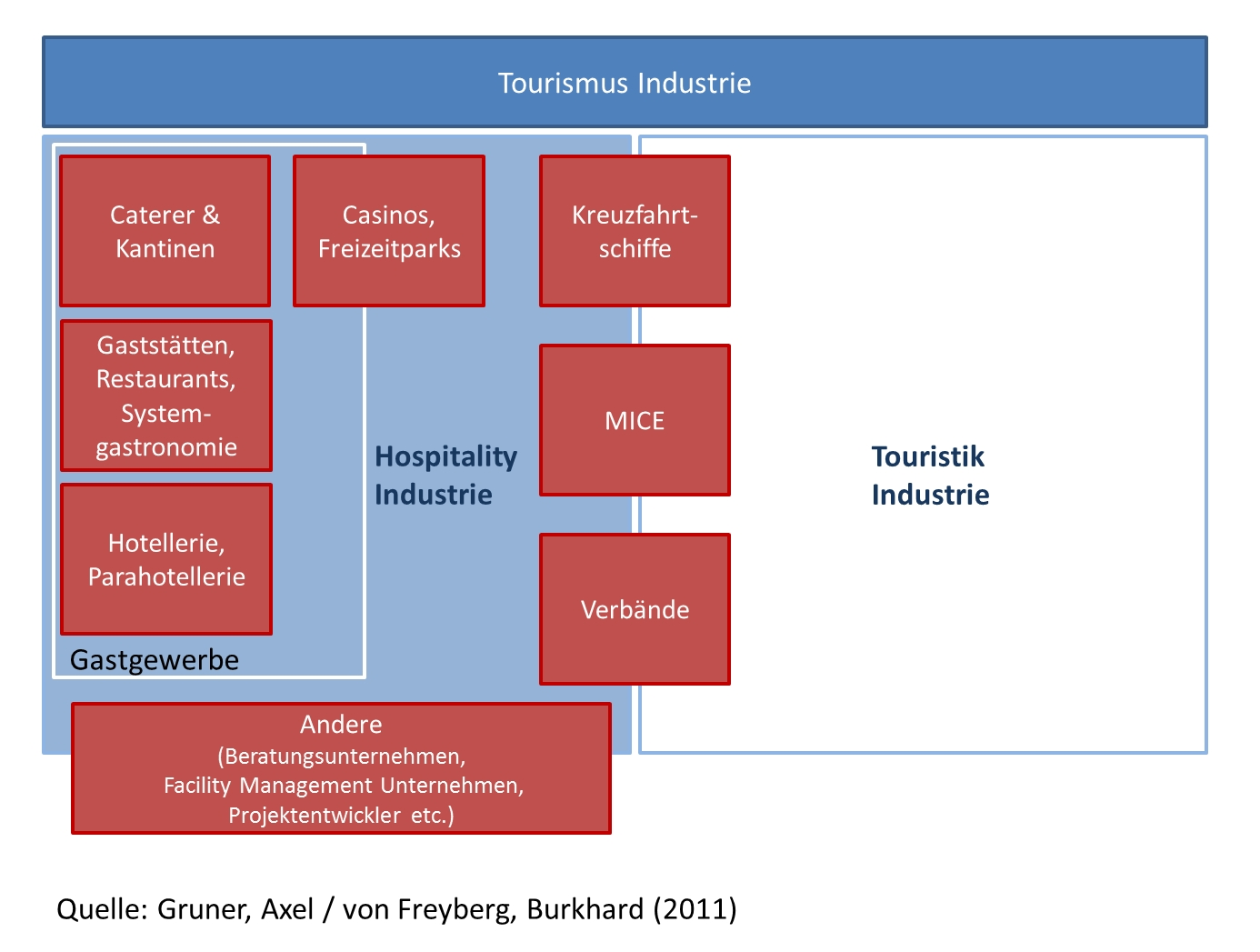
Schaubild Hospitality-Industrie, 2011

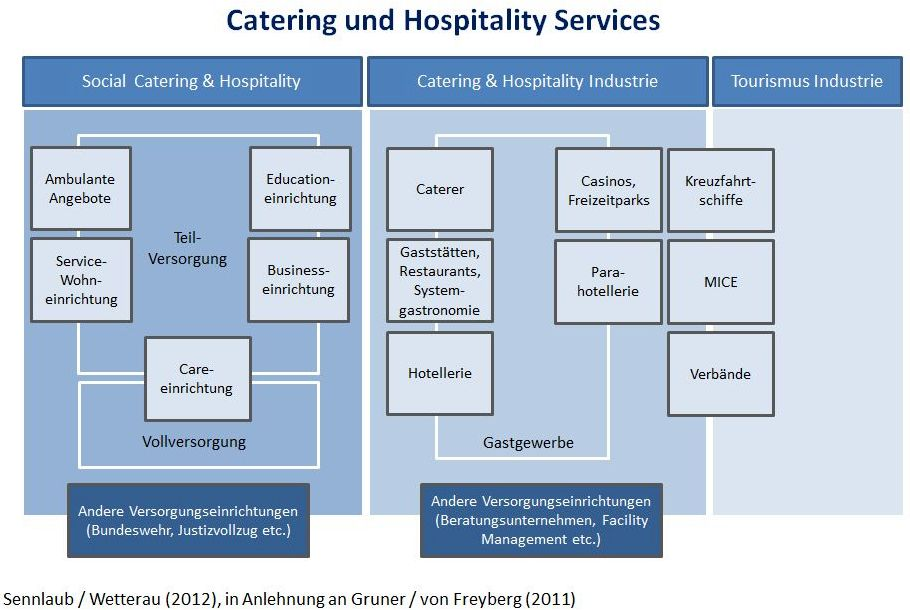
Veranschaulichung von Catering & Hospitality Services mit den Bereichen Hospitality Industrie (Gastgewerbe und Übergänge zur Tourismus Industrie) und Social Hospitality (Teil- und Vollversorgung und Übergänge zur ambulanten Versorgung).

Als Hospitality (engl. hospitality = Gastlichkeit) Management wird die professionelle Beschäftigung mit infrastrukturellen und personenbezogenen Dienstleistungen für verschiedene staatliche, gemeinnützige und privatwirtschaftliche Einheiten bezeichnet. Der Bereich gliedert sich in Hospitality Industrie und Social Hospitality.

## Abgrenzung
Während das Hotel- und Restaurantmanagement im Wesentlichen auf die Führung von Betrieben des Gastgewerbes fokussiert ist, umfasst der Begriff Hospitality Management im gastgewerblichen Bereich darüber hinaus weitere gastbezogene Dienstleistungen und Dienstleister wie beispielsweise die gastgewerbliche Unternehmensberatung, Hotelprojektentwickler, Facilitymanagement-Unternehmen, Kreuzfahrtschiffe, Casinos oder Freizeitparks. Im Bereich der Social Hospitality wird er insbesondere auf Krankenhäuser und Pflegeheime bezogen. Hier umfasst er die Organisation aller Hospitality-Leistungen, also Leistungen, die jenseits von Medizin, Pflege und Sozialen Diensten erbracht werden („Wirtschaftsbetriebe“). Dazu zählen hauswirtschaftliche (Wäsche, Reinigung usw.) und Cateringleistungen, aber auch das Qualitätsmanagement und die Logistik der Versorgungsprozesse oder spezifische Hotellerieleistungen für die Gäste; das Spektrum reicht von aktuellen Konzepten der Abfallentsorgung bis hin zu Tagungs- und Eventmanagement in sozialen Einrichtungen und Krankenhäusern.

## Entstehung und Entwicklung
Schon im Altertum war es Sitte, Reisende, die Schutz und Versorgung suchten, als Freunde und Gäste zu betrachten und ihnen als Gastgeber anzubieten, was der Haushalt bot.
Bei den Griechen wurden Fremde als Schützlinge des Zeus angesehen; er führte den Beinamen Zeus Xenios (vom altgr. ξένος, xénos, „fremd“, auch: „feindlich“); bei den Römern trug er den Beinamen jupiter hospitalis („der Gastliche“). Ganze Stämme und Völker sicherten sich durch Bündnisse Gastfreundschaft zu, einzelne Familien und Personen taten dies durch Verträge. Zur Begrüßung wurden Geschenke ausgetauscht und damit das Bündnis bestätigt und der Gastgeber „entlohnt“. Der Begriff der „privaten“ Gastfreundschaft bezeichnete also ein Verbündetenverhältnis. Zusätzlich gab es Häuser, in denen Reisende versorgt wurden (Xendochion, Matricula, später einheitlich Hospital). Grundlage waren zunächst karitative Werte. Beherbergt wurden Reisende (Pilger, Handelsreisende u. a.), aber auch Arme, Alte und Kranke. Die Häuser waren überwiegend klein, bis ins Hochmittelalter bot die Mehrzahl der Häuser höchstens 18 Betten.
Als sich der Verkehr zwischen den Städten ausweitete, entstanden erste gewerbliche Beherbergungsbetriebe. Der Gastfreund wurde zum Gastwirt, der betriebswirtschaftliche Interessen verfolgte. Parallel bestand die unentgeltliche Beherbergung in Hospitälern weiter. Hier liegt die Grundlage für die Zweiteilung, wie sie heute üblich ist: in gastgewerbliche Betriebe, die Gäste im Austausch mit einer Entlohnung beherbergen (Hospitality Industrie), und gemeinnützige Unternehmen, in denen hilfebedürftige Personen versorgt werden (Social Hospitality).
Hospitality Industrie: Mit zunehmender Konkurrenz der Gasthäuser und -höfe wuchs die Macht der Gäste. Spezielle Dienstleistungen und Herbergsausstattungen wurden abhängig vom Stand, von den finanziellen Möglichkeiten sowie von den individuellen Bedürfnissen nachgefragt; unterschiedliche Beherbergungsbetriebe und -kategorien entstanden. Diese wiederum bedingten betriebsspezifisches Kapital und Personal. Die Mägde und Knechte wandelten sich zu Mitarbeitern, deren Anforderungsprofil sich kontinuierlich mit den Rahmenbedingungen weiterentwickelte.
Auch die Rolle des Gastes veränderte sich. Wurde er zuvor als „Freund“ im Sinne eines Verbündeten betrachtet, ist er nun für das wirtschaftliche Wohlergehen des Gastgebers und damit des gastgewerblichen Unternehmens verantwortlich. Durch seine individuellen Wünsche spielt er zudem eine aktive Rolle bei der Gestaltung von marktgerechten Angeboten, die bei Erfolg im weiteren Verlauf optimiert und der zahlungsbereiten Öffentlichkeit angeboten werden.
Mittlerweile leistet das zu einer veritablen Hospitality-Industrie angewachsene Gastgewerbe mit seinen Hotels und gastronomischen Angeboten sowie den tangierenden Akteuren wie den gastgewerblichen Unternehmensberatungen (z. B. Dr. Luebke, HVS, PKF hotelexperts, tourism consulting & training, Treugast Solutions Group, Zarges von Freyberg Hotel Consulting) einen entscheidenden Beitrag zum volkswirtschaftlichen Wohlergehen.
Die Geschichte der Social Hospitality begann maßgeblich im 12. / 13. Jahrhundert, in dem eine Säkularisierungsbewegung einsetzte: Städte und Ritterorden (sog. Laienorden, heute noch z. B.: Johanniter, Malteser) übernahmen bestehende Häuser und gründeten neue. Der Grundzug der Gastlichkeit veränderte sich mit der Verweltlichung: Zunehmend nutzten Vermögende die Hospitäler als Vorsorge. Sie zahlten im Voraus Pfründe, die sie berechtigten, dort im Alter zu wohnen und versorgt zu werden („Pfründnerhaus“). Oft brachten sie sogar ihr Personal mit ins Haus, und nach ihrem Tod ging ihr Vermögen an das Hospital. Mit der zunehmenden Bedeutung der Medizin differenzierte sich das Angebot: Versorgten Hospitäler ursprünglich vor allem Menschen mit unterschiedlichen Bedürfnissen (Reisende, Kranke, Arme, Witwen, Waisen usw.), entwickelten sich Einrichtungen, die sich zunehmend spezialisierten.

## Herausforderungen im Hospitality Management im deutschsprachigen Raum
Im Vergleich zu anderen Branchen sind Hospitality-Leistungen besonders personalintensive Wirtschaftszweige. Die Hospitality-Industrie als Teil der Tourismusindustrie ist zudem konjunkturabhängig. Als standortabhängiges Dienstleistungsgewerbe reagieren Hospitality-Unternehmen zumeist unmittelbar auf konjunkturelle Entwicklungen. Ein gesamtwirtschaftlicher Aufschwung bewirkt in der Regel eine nur verzögerte Nachfrage. Im konjunkturellen Abschwung hingegen ist unmittelbar mit Nachfragerückgängen zu rechnen.
Des Weiteren sind Hotelkapazitäten wie beispielsweise Gästezimmer, Konferenzräume, Spa-Einrichtungen, Restaurantplätze, aber auch die Angebote von Freizeitparks sowie Unternehmensberatungen keine lagerfähigen Produkte und im übertragenen Sinn täglich verderblich. Jedes nicht verkaufte Gästezimmer, jeder fehlende Parkbesucher oder das nicht verkaufte Tagewerk der Unternehmensberatungen stellen für die Unternehmen einen unwiederbringlichen Einnahmeverlust dar.
Der Preis- und Verdrängungswettbewerb gilt neben den hohen Kosten (Lohnnebenkosten, Modernisierungsinvestitionen) und der Beschaffungsproblematik bei qualifizierten und motivierten Arbeitskräften (bedingt durch ungünstige Arbeitszeiten und ein relativ niedriges Gehaltsniveau) als Hauptproblem innerhalb der Branche. Der demografische Wandel im Rahmen der Überalterung der Gesellschaft schreitet in Deutschland, wie auch in vielen anderen Industrieländern voran, woraus eine weitere Anspannung der Arbeitsmarktsituation resultiert. Gründe sind vor allem drastisch sinkende Geburtenzahlen sowie die erhöhte Lebenserwartung. Eine immer größer werdende Zahl älterer Menschen kommt ins Rentenalter und muss von einer geringeren Zahl jüngerer Arbeitskräfte versorgt werden. Schon jetzt arbeiten die großen Hotelgesellschaften an Strategien für ein effektives Employer Branding und setzen entsprechende Maßnahmen um.
In Bereich der Social Hospitality sind im 21. Jahrhundert besonders zwei Herausforderungen zu bewältigen: die demografischen Veränderungen und die Finanzsituation. Aufgrund der demografischen Veränderungen steht eine wachsende Zahl an Menschen mit Unterstützungsbedarf einer schrumpfenden Zahl an Personen im erwerbsfähigen Alter gegenüber. Diese Herausforderung kann nur bedingt durch Zuzug von Menschen aus anderen Ländern und Kulturkreisen abgefedert werden. Dazu kommt, dass in vielen Bereichen der personellen Versorgung die Beherrschung der deutschen Sprache vorausgesetzt werden muss, das gilt insbesondere bei der Versorgung von kleinen Kindern, die das Sprechen erst noch lernen müssen, und von Menschen mit Demenz, die kognitive Herausforderungen nicht mehr bewältigen können. Diese demografische Situation ist zugleich bedeutend mit Blick auf die Finanzsituation der Häuser (Krankenhausfinanzierung, Pflegeheimfinanzierung, Heimentgelte usw.): Im Bereich der stationären Versorgung ist die finanzielle Lage angespannt. Häuser werden durch Mittel der Gesellschaft mindestens mitfinanziert (öffentliche Gelder, Versicherungen aus Steuermitteln, Versicherungsbeiträgen usw.). Abnehmende Einnahmen führen deshalb zwangsläufig zu größeren Restriktionen. Zugleich steigen die potenziellen Kosten durch den medizinischen Fortschritt und eine stärkere Individualisierung von Leistungen. Entsprechend wird die Ambulantisierung von Leistungen sowohl in der Altenhilfe wie auch im Krankenhaus vorangetrieben.
Der Sachverhalt führt dazu, dass Hospitality Industrie und Social Hospitality wieder mehr zusammenrücken. Krankenhäuser bieten Leistungen für den Medizintourismus, Pflegeheime Hotelzimmer für Angehörige. In Düsseldorf ist das ehemalige Mutterhaus der Kaiserswerther Diakonie in ein Hotel mit besonderem Charme umgewandelt worden. Insbesondere Anbieter in der Cateringbranche haben die traditionelle Trennung in Social- und Industriebereich schon seit Längerem aufgehoben: Kinderverpflegung, Schulverpflegung oder Essen auf Rädern beispielsweise werden ebenso von Krankenhausküchen wie von privatwirtschaftlichen Anbietern angeboten.

## Managementausbildung der Branche im deutschsprachigen Raum
Ausbildungen im Hospitalitybereich sind traditionell Lehrberufe. Im Hotel sind Hotelfachfrau/mann und Restaurantfachfrau/mann dominierend, in sozialen Einrichtungen ist vor allem die hauswirtschaftliche Ausbildung Basis der Versorgungsleistungen. In beiden Bereichen wird seit einigen Jahren aufgrund der zunehmenden Komplexität der Leistungserbringung eine akademische Ausbildung als sinnvoll erkannt.
Besondere Anstrengungen sind seitens der Hotellerie bei der Rekrutierung überdurchschnittlich gut ausgebildeter Führungskräfte bzw. dem talentierten Führungskräftenachwuchs zu beobachten, um den gestiegenen Gästewünschen und den erhöhten betriebswirtschaftlichen Anforderungen gerecht werden zu können. Vor allem der Ausbildungsweg von Hotelmanagern hat sich aus diesen Gründen in den vergangenen Jahren verändert. Bislang führte im deutschsprachigen Raum der berufliche Werdegang des Managementnachwuchses zumeist über den traditionellen Weg eines branchenspezifischen Ausbildungsberufes (Hotelfachmann, -kaufmann, Koch etc.), mehrere Jahre Berufspraxis und den anschließenden Besuch einer zweijährigen Hotelfachschule. Weil infolge der Expansion der internationalen Konzernhotellerie zunehmend kleine und mittelständische Hotelunternehmen vom Markt verdrängt werden, ist anzunehmen, dass durch diesen Prozess globales Management Know-how zum Schlüsselfaktor des Erfolges wird, sodass das wirtschaftswissenschaftliche Hochschulstudium als Voraussetzung für eine Karriere in der Führungsebene an Bedeutung gewinnt. Bachelor- und Masterstudiengänge im Rahmen des Hospitality Management (z. B. Hochschule für angewandte Wissenschaften München, Freie Universität Bozen, Hochschule Heilbronn, Hochschule für angewandte Wissenschaften Kempten, Internationale Hochschule Bad Honnef • Bonn (IUBH)) bieten eine fundierte betriebswirtschaftliche Ausbildung mit Vertiefung im Hotel- und Restaurantmanagement, ergänzt durch Hospitality Consulting und Projektentwicklung. Als Vorreiter des Akademisierungsprozesses der Branche kann die bereits seit dem Jahr 1997 bestehende Fakultät für Tourismus der Hochschule München angesehen werden, die durch Impulse der Hospitality Management Professoren Burkhard von Freyberg und Axel Gruner im Jahre 2010 den deutschlandweit ersten Hospitality-Master-Studiengang einführte. Dieser Studienabschluss bietet fundiertes Wissen für den Einstieg in die unternehmerische Selbstständigkeit, qualifiziert für Managementaufgaben innerhalb der Branche und ermöglicht gegebenenfalls eine weitere akademische Qualifikation in Form einer Promotion.
In der Social Hospitality sind Berufe der Hauswirtschaft bislang die tragenden Ausbildungen in der Versorgung der Gäste. Seit den 1960er Jahren hat sich der Abschluss der Ökotrophologie etabliert, der in Haushalts- und Ernährungswissenschaften qualifiziert. Ökotrophologen, die auf den haushaltswissenschaftlichen Bereich spezialisiert sind, befinden sich allerdings seit Gründung des Studiengangs in der Minderheit. Heute werden häufig im Studienfach der Ökotrophologie insbesondere ernährungswissenschaftliche und lebensmitteltechnische Inhalte vermittelt. Zurzeit existiert nur noch eine Universität, die die Möglichkeit zur Promotion im hauswirtschaftlichen Schwerpunkt anbietet (Universität Gießen, Institut für Wirtschaftslehre des Haushalts und Verbrauchsforschung).
Eine Spezialisierung auf den Hospitalitybereich sowohl in der Hospitality Industrie als auch in der Social Hospitality bietet die Hochschule Niederrhein am Fachbereich Ökotrophologie mit dem Studiengang Catering und Hospitality Services (B.Sc.). Der Studiengang ist nicht rein betriebswirtschaftlich ausgerichtet, sondern multidisziplinär aufgebaut. Es handelt sich um den bundesweit einzigen Studiengang, der eine Spezialisierung im breiten Spektrum der Versorgungsleistungen anbietet.